# Фавроль-ле-Люсе
Фавро́ль-ле-Люсе́ (фр. Faverolles-lès-Lucey) — коммуна во Франции, находится в регионе Бургундия. Департамент коммуны — Кот-д’Ор. Входит в состав кантона Ресе-сюр-Урс. Округ коммуны — Монбар.
Код INSEE коммуны — 21262.

## Население
Население коммуны на 2010 год составляло 35 человек.
| 1962 | 1968 | 1975 | 1982 | 1990 | 1999 | 2010 |
| ---- | ---- | ---- | ---- | ---- | ---- | ---- |
| 38   | 41   | 43   | 36   | 17   | 22   | 35   |

## Экономика
В 2010 году среди 17 человек трудоспособного возраста (15—64 лет) 10 были экономически активными, 7 — неактивными (показатель активности — 58,8 %, в 1999 году было 64,3 %). Из 10 активных жителей работали 8 человек (6 мужчин и 2 женщины), безработных было 2 (2 мужчин и 0 женщин). Среди 7 неактивных 1 человек был учеником или студентом, 4 — пенсионерами, 2 были неактивными по другим причинам.